# Rewolwer Arminius Windicator
Arminius Windicator – niemiecki rewolwer przeznaczony do skrytego przenoszenia i samoobrony. Sprzedawany na cywilnym rynku europejskim i w USA.